# Факултет по химия и фармация (Софийски университет)
Факултетът по химия и фармация е факултет в Софийския университет.

## История
Обучението по химия в Софийския университет започва през 1889 г. – 1 година след създаването на висшето училище, в рамките на Физикоматематическия отдел на университета. През 1894 г., с приемането на Закона за висшето училище, е обособен Физико-математически факултет на Софийския университет. Статута си на независимо академично звено в Софийския университет Химическият факултет получава през 1962 г.
Основател на факултета е проф. Пенчо Райков. Сред най-известните преподаватели са Ростислав Каишев, Асен Златаров, Димитър Иванов, Алексей Шелудко и др. От 16 февруари 2012 година факултетът е преименуван на Факултет по химия и фармация.

## Структура

### Катедри
- Обща и неорганична химия Архив на оригинала от 2007-09-29 в Wayback Machine.
- Аналитична химия Архив на оригинала от 2007-09-29 в Wayback Machine.
- Органична химия Архив на оригинала от 2007-09-26 в Wayback Machine.
- Физикохимия
- Приложна неорганична химия Архив на оригинала от 2007-09-29 в Wayback Machine.
- Приложна органична и фармацевтична химия Архив на оригинала от 2007-07-02 в Wayback Machine.
- Инженерна химия